# Kamień runiczny z Eggja

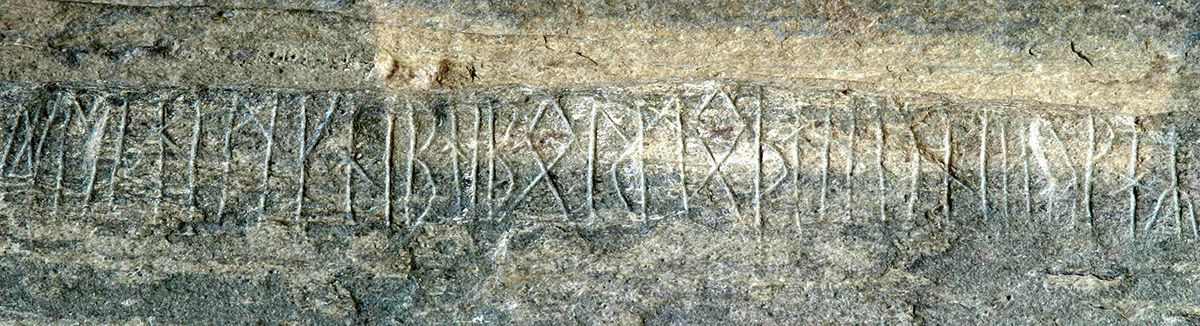
Dolna część napisu na kamieniu

Kamień runiczny z Eggja (KJ 101) – datowany na około 700 rok n.e. kamień runiczny z inskrypcją sporządzoną w fuþarku starszym, pochodzący z Eggja w okręgu Sogn og Fjordane w Norwegii. Inskrypcję tę uznaje się za najdłuższą spośród wszystkich znanych inskrypcji zapisanych starszym fuþarkiem. Kamień znajduje się obecnie w kulturowo-historycznych zbiorach muzeum w Bergen, do którego został przeniesiony. W Muzeum Ludowym w Sogn wystawiona została kopia kamienia wykonana z gipsu. 
Kamień został odkryty 5 czerwca 1917 roku przez Nilsa Egguma i jego syna. Podczas orki w polu zawadzili pługiem o kamień, który po wykopaniu okazał się płaską płytą, pokrytą od spodu napisem runicznym. Nils Eggum skontaktował się po tym fakcie z Gertem Falchem Heibergiem, który prowadził rodzinne zbiory Heibergów w Muzeum Ludowym w Sogn. W kilka dni później na miejsce przybył powiadomiony o odkryciu profesor Haakon Shetelig z muzeum w Bergen, jednak z powodu wzejścia zboża prace archeologiczne mogły ruszyć dopiero po żniwach. Podczas wznowionych we wrześniu poszukiwań pod kamieniem odkryto niewielką komorę z grobem szkieletowym, zawierającym palenisko oraz wyposażenie w postaci żelaznego noża i kilku mniejszych kawałków żelaza.

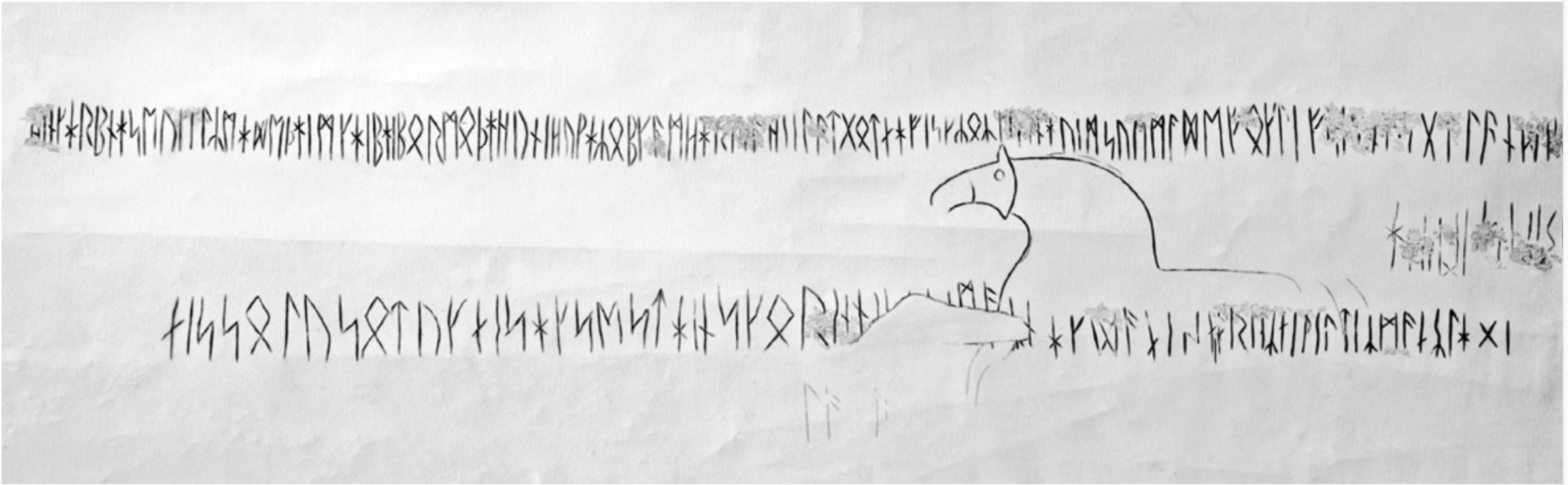
Odrys inskrypcji

Kamień z Eggja ma postać płyty o trapezoidalnym kształcie, długości 1,6 m i szerokości 70 cm oraz grubości 10 cm. Na jej powierzchni wyryta została inskrypcja runiczna, umieszczona w trzech rzędach liczących kolejno 110, 10 i 70 znaków. Napisowi towarzyszy wizerunek przedstawiający konia. Treść inskrypcji głosi:
ni’s solu sot uk ni sAkse stAin skorin. ni xxxx maR nAkdan asnx(x) rxxR, ni wiltiR manR lAgi xx
hin wArb nAseu maR, mAde þAim kAiba i bormoþA huni. huwAR ob kam hArisa hi a lat gotnA? fiskR oR fxxnAuim suwimade. fokl i fxaxx xxx gAlande
Alu misurki
Napis prawdopodobnie miał znaczenie magiczne. Ze względu na uszkodzenia i niejasne użycie niektórych sformułowań, odczyt tekstu jest nie do końca pewny. Proponowany przekład podany przez Mariana Adamusa:
Kamień ten polał człowiek krwią i wygładził nim rufę statku. Który z wojów przybył tutaj do tego kraju ludzi? Ryba, która mknęła w pośpiechu przez strumień trupów. Ptak, który skrzeczał, chcąc rozszarpać trupa. Ormar, który urodził się mścicielem. Kamień ten nie widział promienia słońca, a run nie wyryto nożem żelaznym ani siekierą. Niechaj nikt nie odsłania tego kamienia, nie wyłączając sprowadzonego do niego przez czarodziejskie moce, bo skończy marnie.